# Csurgai Lajos
Csurgai Lajos (Cegléd, 1931. február 14. – Budapest, 2007. október 5.) vegyészmérnök, gazdasági mérnök, nehézipari miniszterhelyettes (1977–1980).

## Élete
Vasutas családban született, apja mozdonyvezető volt. Középiskolai tanulmányai után műszaki egyetemen szerzett vegyészmérnöki, illetve vegyipari gazdasági mérnök oklevelet. 1953-ban a Hungária Vegyiműveknél helyezkedett el, mint üzemmérnök, majd 1956-tól az NDK-beli Bitterfeld elektrokémiai kombinátjában dolgozott hasonló beosztásban.
Miután három év elteltével, 1959-ben hazatért, a Nehézipari Minisztériumhoz került csoportvezető főmérnöknek. 1963-ban belépett a Magyar Szocialista Munkáspártba (MSZMP), a következő évben pedig átkerült az Országos Tervhivatalba, ahol előbb főmérnökké, majd osztályvezetővé nevezték ki. 1970-ben lett az INTERCHIM Nemzetközi Együttműködési Szervezet szakértője.
1974-ben visszakerült a Nehézipari Minisztériumba, ahol a Vállalat-felügyeleti Főosztály helyettes vezetőjeként dolgozott. 1977 júniusában pedig az MSZMP KB Ipari, Mezőgazdasági és Közlekedési Osztálya a nehézipari miniszter helyettesének történő kinevezését javasolta. E beosztásából mintegy három év után, 1980-ban mentették fel. Ezt követően a Magyar Vegyipari Egyesülés igazgatója, majd 1990-től 1997-ig a Magyar Vegyipari Szövetség főtitkára volt.

## Díjai, elismerései
- Munka érdemérem (1963)[3]
- Munka Érdemrend ezüst fokozat (1976)[4]